# Freestyler
"Freestyler" er en single af den finske hiphop-gruppe Bomfunk MC's. Den blev udgivet i oktober 1999 i Finland som den tredje single fra deres debut album In Stereo (2000). Den blev udgivet i februar 2000 internationalt og blev en verdensomspændende succes, den lå i topperene på hitlisterne i Sverige, Tyskland, Australien, Norge, New Zealand, Østrig, Schweiz, Tyrkiet, Belgien, Holland og Italien. Den toppede også som nummer to i Danmark og England og nummer tre i Irland på hitlisterne.

## Hitlister og certifikationer
| Hitliste (2000)                                  | Højeste placering |
| ------------------------------------------------ | ----------------- |
| Australien (ARIA)                                | 1                 |
| Belgien (Ultratop 50 Flanderen)                  | 1                 |
| Belgien (Ultratop 50 Vallonien)                  | 1                 |
| Danmark (IFPI)                                   | 2                 |
| Europa (Eurochart Hot 100)                       | 1                 |
| Finland (Suomen virallinen lista)                | 4                 |
| Frankrig (SNEP)                                  | 8                 |
| Holland (Dutch Top 40)                           | 1                 |
| Holland (Single Top 100)                         | 1                 |
| Irland (IRMA)                                    | 3                 |
| Italien (FIMI)                                   | 1                 |
| New Zealand (RIANZ)                              | 1                 |
| Norge (VG-lista)                                 | 1                 |
| Rumænien (Rumænske Top 100)                      | 1                 |
| Schweiz (Schweizer Hitparade)                    | 1                 |
| Skotland (Official Charts Company)               | 4                 |
| Spanien (PROMUSICAE)                             | 7                 |
| Storbritannien Singles (Official Charts Company) | 2                 |
| Sverige (Sverigetopplistan)                      | 1                 |
| Tyskland (Official German Charts)                | 1                 |
| USA Billboard Hot Dance Music/Maxi-Singles Sales | 47                |
| Østrig (Ö3 Austria Top 40)                       | 1                 |

| Hitliste (2000)                 | Placering |
| ------------------------------- | --------- |
| New Zealand (Recorded Music NZ) | 29        |

| Hitliste (2000–2009)            | Placering |
| ------------------------------- | --------- |
| Australien (ARIA Charts)        | 56        |
| Tyskland (Media Control Charts) | 31        |

| Land | Certificering | Salg     |
| --- | ------------- | -------- |
| Storbritannien (BPI) | Guld          | 400.000^ |
| *Salgstal baseret på certificering alene. ^Forsendelsestal baseret på certificering alene. xUspecificerede tal baseret på certificering alene. |               |          |